# Морфей
Морфей (от старогръцки: μορφη – форма, фигура) е Тракийски бог на сънищата. Син е на Хипнос, Морфей (на латински: Morpheus) е споменат в „Метаморфози“ на Овидий. Той спи в абаносово легло, заобиколен от макове. Овидий предполага, че Морфей има дарбата да се явява в човешки образ в сънищата на хората.
Древните гърци смятали, че Зевс, бащата на боговете, подпомаган от Морфей, ни изпраща своите предупреждения, пророчества и вдъхновения с посредничеството на Хермес, вестоносецът с криле на краката. Легендите изобилстват с описания на подобни явявания, говорещи за съня и бляновете, които ни изпращат боговете.

## В популярната култура
- Изразът „да попаднеш в обятията на Морфей“ означава да заспиш.[2]
- Фридрих Зертюнер нарича лекарството морфин, защото предизвиква дълбок сън и премахва болката.